# Poya Asbaghi
Poya Asbaghi (Karaj, Irán, 17 de julio de 1985) es un entrenador de fútbol iraní nacionalizado sueco. Actualmente está sin club.

## Vida personal
Asbaghi ha declarado que su familia huyó de Irán cuando él tenía un año a causa de la persecución política y por ser defensores de la libertad y opositores al régimen islámico. Creció en Upsala, donde vivían sus padres en junio de 2020.

## Trayectoria

### Dalkurd FF
Durante la época de Asbaghi como asistente en el Dalkurd FF sueco, él y su equipo evitaron por poco embarcarse en el vuelo 9525 de Germanwings en su viaje de regreso programado desde Barcelona.

### IFK Göteborg
Asbaghi fue nombrado entrenador del IFK Göteborg de la Allsvenskan sueca antes del inicio de la temporada 2018.El 25 de julio de 2019, el club amplió su contrato hasta 2022.
Asbaghi llevó al equipo de Gotemburgo a la final de la Copa de Suecia 2019-20 después de una victoria sobre el IF Elfsborg el 9 de julio de 2020.El 30 de julio, obtuvo el título después de una victoria por 2-1 en la prórroga sobre el Malmö FF, lo que clasificó al equipo para las rondas de clasificación de la UEFA Europa League 2020-21.Asbaghi fue relevado de sus funciones el 3 de septiembre de 2020.

### Selección sub-21 de Suecia
El 24 de noviembre de 2020, Asbaghi fue nombrado técnico de la selección sub-21 de Suecia, con su contrato vigente hasta el verano de 2023.Se fue en noviembre de 2021 para unirse al Barnsley como su nuevo entrenador.

### Barnsley
En noviembre de 2021, Asbaghi fue nombrado entrenador del club del Championship, Barnsley, después del despido de Markus Schopp, que había perdido siete partidos seguidos. Tras el descenso a League One para la temporada 2022-23, dejó su cargo de mutuo acuerdo.

### Asistente en Estrella Roja
En septiembre de 2022, Asbaghi se convirtió en asistente técnico del Estrella Roja de Belgrado junto con el entrenador Miloš Milojević.En abril de 2023, se proclamó campeón de la Superliga de Serbia 2022-23. En mayo de 2023, obtuvo también la Copa de Serbia.

### Etapa en Catar
El 12 de junio de 2023, fue confirmado como nuevo entrenador del Al-Shamal y firmó por una temporada. Luego de salvar al club del descenso, se marchó al Al-Rayyan para dirigir la campaña 2024-25.Sin embargo, en septiembre de 2024, fue relevado de sus funciones después de una serie de malos resultados.
En enero de 2025, asumió al frente del Al-Wakrah donde firmó un contrato hasta junio de 2026. No obstante, el 27 de junio, fue rescindido su contrato con el club tras la finalización de la temporada.

## Clubes

### Como entrenador
| Club                       | País       | Año       |
| -------------------------- | ---------- | --------- |
| Dalkurd FF                 | Suecia     | 2016-2017 |
| Gefle IF                   | Suecia     | 2017      |
| IFK Göteborg               | Suecia     | 2018-2020 |
| Selección sub-21 de Suecia | Suecia     | 2021      |
| Barnsley                   | Inglaterra | 2021-2022 |
| Al-Shamal                  | Catar      | 2023-2024 |
| Al-Rayyan                  | Catar      | 2024      |
| Al-Wakrah                  | Catar      | 2025      |

## Palmarés

### Como entrenador

#### Campeonatos nacionales
| Título         | Club         | País   | Año     |
| -------------- | ------------ | ------ | ------- |
| Copa de Suecia | IFK Göteborg | Suecia | 2019-20 |